# 賈珍
賈珍，《红楼梦》人物。贾敬之子，尤氏之夫，贾蓉之父。世袭三品爵威烈将军。贾氏“房长”。儿媳秦可卿死后，十分悲愤，恨不得代她之死，并不顾贾政劝阻，向薛蟠索要了原系义忠亲王老千岁要的上好的棺材安葬她，流泪向王夫人请求让王熙凤料理丧事。最后结局贾府被抄后，因“私埋人命（尤三姐）”之罪，被发配海疆（第107回）。
贾珍首次在第二回被冷子兴提及，首次出场是在第十回《金寡妇贪利权受辱　张太医论病细穷源》中。
贾惜春是他的胞妹，但是年龄比他小将近30岁，是红楼梦之谜之一。

## 婚姻
- 前妻：賈蓉之母，姓名未知。
- 尤氏：前妻死後的續絃。性格扁平，無令人特別印象的角色。
- 佩鳳：小妾。
- 偕鸞：小妾。
- 文花：小妾。
- 秦可卿：儿媳婦，為亂倫對象，後曹雪芹刪除關鍵性內容，現只能由脂批尋找線索。